# Conflitti di famiglia
Conflitti di famiglia (The War at Home) è un film drammatico sulla guerra del Vietnam diretto, interpretato e co-prodotto da Emilio Estevez, tratto dal dramma teatrale di James Duff Home Front del 1984.

## Trama
Jeremy Collier è un giovane di ritorno dalla guerra del Vietnam, incapace di riadattarsi alla vecchia vita di provincia e in preda ad allucinazioni angosciose. I suoi genitori, appartenenti alla tipica borghesia americana, anziché cercare un vero dialogo per aiutare Jeremy a elaborare il suo trauma, sono presi unicamente dai preparativi per il Ringraziamento. E sarà proprio il giorno di festa a portare a galla recriminazioni e rancori repressi.